# Frosinone Calcio
Frosinone Calcio is een Italiaanse voetbalclub uit Frosinone, Lazio. 
De club werd opgericht in 1906 en speelde in de lagere reeksen. In 1990 miste de club net promotie naar de Serie C1 en ze werd later opgeheven wegens financiële problemen. In 1991 werd de club heropgericht en startte in de Serie D. Na het seizoen 1993/94 promoveert de club naar de Serie C2 omdat er plaatsen waren vrijgekomen. In 1996 werd de club vicekampioen maar kon niet promoveren. Drie jaar later degradeerde Frosinone terug naar de Serie D. In 2001 promoveerde de club opnieuw omdat er een plaats vrij was gekomen. In 2003/04 werd de club kampioen en promoveerde naar de Serie C1.
De promotie naar de Serie B werd net gemist in het eerste seizoen, in de play-offs schakelde AC Mantova de club uit. In 2005/06 werd de club vicekampioen en promoveerde voor het eerst in het bestaan van de club naar de Serie B. Frosinone verzekerde zich op zaterdag 16 mei 2015 vervolgens voor het eerst in de geschiedenis van promotie naar de Serie A. De club won die dag met 3-1 van FC Crotone. Ze was daardoor met nog één speelronde te gaan zeker van de tweede plaats in de Serie B en daarmee directe promotie.
Danilo Soddimo maakte op 23 augustus 2015 het eerste Serie A-doelpunt in de clubhistorie van Frosinone, tijdens de eerste speelronde van het seizoen 2015/16. Hij zette zijn ploeg thuis tegen Torino in de zevende minuut op 1-0. Torino won de wedstrijd met 1-2. De club wist zich echter niet te handhaven. Frosinone eindigde als 19de en voorlaatste in de Serie A, en degradeerde daardoor naar de Serie B. In 2018 promoveerde de club weer naar de Serie A na play-offs. In 2019 degradeerde de club terug naar de Serie B, nadat ze wederom als 19de en voorlaatste was geëindigd in Serie A. In 2022/23 werd de club voor het eerst in haar geschiedenis kampioen van de Serie B. Zodoende promoveerde de club voor het seizoen 2023/24 naar de hoogste competitie, Serie A.

## Erelijst
Serie B
Kampioen: 2022/23

## Eindklasseringen
- 1946 1e
n5
- 1947 4e
n4
- 1948 10e
Serie C
- 1949 5e
n4
- 1950 6e
n4
- 1951 10e
n4
- 1952 7e
n4
- 1953 4e
n4
- 1954 13e
n4
- 1955 14e
n4
- 1956 8e
n4
- 1957 7e
n4
- 1958 16e
n4
- 1959 18e
n5
- 1960 1e
n6
- 1961 13e
n5
- 1962
n6
- 1963
n6
- 1964 6e
Serie D
- 1965 5e
Serie D
- 1966 1e
Serie D
- 1967 18e
Serie C
- 1968 2e
Serie D
- 1969 5e
Serie D
- 1970 2e
Serie D
- 1971 1e
Serie D
- 1972 7e
Serie C
- 1973 10e
Serie C
- 1974 9e
Serie C
- 1975 18e
Serie C
- 1976 9e
Serie D
- 1977 2e
Serie D
- 1978 5e
Serie D
- 1979 18e
Serie C2
- 1980 14e
Serie D
- 1981 2e
Serie D
- 1982 3e
Serie C2
- 1983 5e
Serie C2
- 1984 8e
Serie C2
- 1985 3e
Serie C2
- 1986 7e
Serie C2
- 1987 1e
Serie C2
- 1988 9e
Serie C1
- 1989 16e
Serie C1
- 1990 3e
Serie C2
- 1991 5e
Serie D
- 1992 7e
Serie D
- 1993 13e
Serie D
- 1994 3e
Serie D
- 1995 10e
Serie C2
- 1996 2e
Serie C2
- 1997 14e
Serie C2
- 1998 16e
Serie C2
- 1999 16e
Serie C2
- 2000 5e
Serie D
- 2001 2e
Serie D
- 2002 8e
Serie C2
- 2003 9e
Serie C2
- 2004 1e
Serie C2
- 2005 5e
Serie C1
- 2006 2e
Serie C1
- 2007 12e
Serie B
- 2008 10e
Serie B
- 2009 11e
Serie B
- 2010 16e
Serie B
- 2011 22e
Serie B
- 2012 8e
Prima Divisione
- 2013 7e
Prima Divisione
- 2014 2e
Prima Divisione
- 2015 2e
Serie B
- 2016 19e
Serie A
- 2017 3e
Serie B
- 2018 3e
Serie B
- 2019 19e
Serie A
- 2020 8e
Serie B
- 2021 10e
Serie B
- 2022 9e
Serie B
- 2023 1e
Serie B
- 2024 18e
Serie A
- 2025 15e
Serie B

- Serie A
- Serie B
- Serie C
- Prima Divisione
- Seconda Divisione
- Serie D
- n6
- n5
- n4

## Resultaten per seizoen
| Seizoen | Competitie                       | Niveau | Eindstand | Coppa Italia | Opmerking                               |
| ------- | -------------------------------- | ------ | --------- | ------------ | --------------------------------------- |
| 2000/01 | Serie D Girone H                 | V      | 2         | --           | promotie vanwege opvulling              |
| 2001/02 | Serie C2 Girone C                | IV     | 8         | --           |                                         |
| 2002/03 | Serie C2 Girone C                | IV     | 9         | --           |                                         |
| 2003/04 | Serie C2 Girone C                | IV     | 1         | --           |                                         |
| 2004/05 | Serie C1 Girone A                | III    | 5         | --           |                                         |
| 2005/06 | Serie C1 Girone B                | III    | 2         | 1e ronde     | winnaar promotieserie > Grosseto: 1-0   |
| 2006/07 | Serie B                          | II     | 12        | 1e ronde     |                                         |
| 2007/08 | Serie B                          | II     | 10        | 1e ronde     |                                         |
| 2008/09 | Serie B                          | II     | 11        | 2e ronde     |                                         |
| 2009/10 | Serie B                          | II     | 16        | 4e ronde     |                                         |
| 2010/11 | Serie B                          | II     | 22        | 3e ronde     |                                         |
| 2011/12 | Lega Pro Prima Divisone Girone B | III    | 8         | 2e ronde     |                                         |
| 2012/13 | Lega Pro Prima Divisone Girone B | III    | 7         | 2e ronde     |                                         |
| 2013/14 | Lega Pro Prima Divisone Girone B | III    | 2         | 4e ronde     | Ligatopscorer: Daniel Ciofani (17)      |
| 2014/15 | Serie B                          | II     | 2         | 2e ronde     |                                         |
| 2015/16 | Serie A                          | I      | 19        | 3e ronde     |                                         |
| 2016/17 | Serie B                          | II     | 3         | 3e ronde     | halve finale promotieserie              |
| 2017/18 | Serie B                          | II     | 3         | 3e ronde     | winnaar promotieserie > US Palermo: 2-1 |
| 2018/19 | Serie A                          | I      | 19        | 3e ronde     |                                         |
| 2019/20 | Serie B                          | II     | 8         | 4e ronde     |                                         |
| 2020/21 | Serie B                          | II     | 10        | 2e ronde     |                                         |
| 2021/22 | Serie B                          | II     | 9         | 1e ronde     |                                         |
| 2022/23 | Serie B                          | II     | 1         | 1e ronde     |                                         |
| 2023/24 | Serie A                          | I      | 18        | kwartfinale  |                                         |
| 2024/25 | Serie B                          | II     | 15        | 1e ronde     |                                         |
| 2025/26 | Serie B                          | II     | .         |              |                                         |

## Bekende (oud-)spelers
- Salvatore Bocchetti
- Joel Campbell
- Marco Cari
- Sandro Ciotti
- Stefano Colantuono
- Francesco Lodi
- Mario Marchegiani
- Samuele Mulattieri
- Paolo Santarelli
- Rai Vloet